# Caones

Tribus del Epiro en la antigüedad.

Los caones (en griego antiguo: Χάονες,), eran un antiguo pueblo griego que habitó la región del Epiro en el noroeste de la Grecia moderna y el sur de Albania. Hablaban el griego del noroeste, un dialecto del griego dórico. Sus fronteras eran, al sur con el reino de los molosos, al suroeste con el reino de los tesprotos, y al norte con las tribus bárbaras de Iliria. Según Virgilio, Caón era el antepasado epónimo de la caones. En el siglo V a. C. se habían aliado con sus vecinos los tesprotos y los molosos. Formaron parte de la Liga Epirota hasta el 170 a. C., cuando su territorio fue anexado por la República romana.

## Descripciones de los escritores antiguos
Según Estrabón, los caones (junto con los molosos) fueron los más famosos entre las catorce tribus del Epiro] ya que un tiempo gobernó sobre todo el Epiro. Los ilirios ocupaban las regiones costeras y más al norte del interior, sin embargo, el Periplo de Pseudo-Escílax hace una clara distinción entre la caones y las tribus de Iliria. Los ilirios y caones parecen haber tenido una relación de confrontación; Polibio narra un ataque devastador en 230 a. C. realizado por los ilirios contra Fénice, la ciudad principal de los caones. El incidente tuvo importantes consecuencias políticas. Muchos comerciantes italianos que se encontraban en la ciudad en la época de los saqueos fueron asesinados o esclavizados por los ilirios, lo que provocó que la República romana declarara la primera de las dos guerras ilíricas el año siguiente.

## Estructura política
Los caones formaron un conjunto de villas y no una polis (a pesar de que llamaron a su comunidad una polis) y fueron un estado tribal en el siglo V a. C. Aristófanes había utilizado el nombre de la tribu como un juego de palabras que ilustran el caos de la política exterior de Atenas. Según Tucídides, sus dirigentes fueron elegidos sobre una base anual, menciona dos nombres de esos líderes, Focio y Nicanor, con un mando anual «que eran miembros de la familia domimante». Se unieron a la Liga epirota, fundada en 325 a. C.-320 a. C., uniendo sus territorios con la de los tesprotos y los molosos en un Estado confederado que se convirtió en una gran potencia en la región hasta que fue conquistada por Roma en el 170 a. C.

## Orígenes mitológicos
Los caones decían que eran de origen troyano, afirmando ser ancestros del héroe Caón (en griego antiguo: Χάων) que dio su nombre a Caonia. Las historias no son claras en cuanto a si él era amigo o hermano de Héleno, hijo de Príamo rey de Troya, pero en cualquier caso, lo acompañó a la corte de Neoptólemo, hijo de Aquiles, y se le atribuye la fundación de la ciudad de Butrinto. Las historias sobre la muerte de Caón no son tan claras como el de su relación con Héleno. Caón fue muerto en un accidente de caza o se ofreció como un sacrificio a los dioses durante una epidemia, salvando así las vidas de sus compatriotas. En cualquier caso, cuando Héleno se convirtió en el gobernante del país, nombró a una parte del reino, Caón. Como los caones, sus vecinos, los molosos y los tesprotos, también afirmaban ser de origen troyano.